# Jesus na mitologia comparada
O estudo de Jesus do ponto de vista mitográfico é a examinação das narrativas de Jesus, o Cristo (“o Ungido”) das escrituras, da teologia e do povo cristão como parte central da mitologia cristã. Tal estudo também pode envolver comparações entre crenças cristãs sobre Jesus e sobre outros deuses ou personagens mitológicos. A relevância do “mito” no estudo sobre Jesus e as Escrituras é normalmente rejeitado pelo sistema educacional moderno.
Ao invés disso, o estudo de Jesus Cristo como um mito é popularmente associado a uma posição cética em relação ao “Jesus histórico”. Proponentes da teoria da origem mitológica do Cristianismo sugerem que uma parte dos evangelhos tenha sido criado por um ou mais pregadores históricos, mas que de nenhuma maneira esses pregadores tenham sido “fundadores do Cristianismo”; ao contrário, esses proponentes alegam que o cristianismo tenha surgido organicamente das culturas Helenística e Judaica. Contudo, o estudo dos paralelos entre as narrativas de Cristo e outras figuras mitológicas não prejudica o entendimento sobre o “Jesus histórico”, e este está aberto a várias interpretações.
1. A influência do Cristianismo nas religiões do Mistério (para Agostinho de Hipona)
2. A interpretação dos paralelos mitológicos como uma “imitação diabólica” de Cristo (para Justino Mártir)
3. A interpretação do mito pré-Cristão como um Urmonotheismus degradado
4. A interpretação da narrativa de Cristo como um “mito verdadeiro” (para C. S. Lewis)
5. A admissão de um Jesus histórico, que, no entanto, é de menor interesse para o Cristianismo do que para o Mito de Cristo (para Carl G. Jung)

## Temas

### Egito Antigo

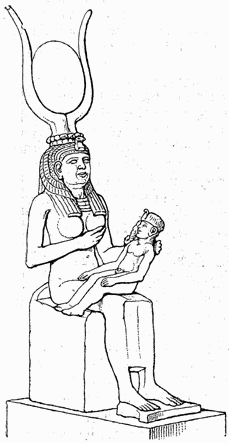

Ao lado, uma estátua de Ísis - a esposa e irmã de Osíris, cuidando de seu filho, Hórus – datada da dinastia egípcia Ptolomaica. "A iconografia de Hórus ou influenciou ou foi justamente apropriada na arte cristã primitiva. Ísis e o bebê Hórus podem ser vistos como os precursores para Maria e o menino Jesus”.
O egiptólogo autodidata Geral Massey argumentou em 1907 através de seu livro Ancient Egypt, the light of the world, que Hórus e Jesus compartilham as mesmas origem mitológicas. O teólogo W. Ward Gasque endereçou um e-mail a 20 renomados egiptólogos, incluindo o Professor Emérito de Egiptologia da Universidade de Liverpool, Kenneth Kitchen, e o Professor de Egiptologia da Universidade de Toronto, Ron Leprohan. Esse e-mail detalhou as comparações trazidas por Massey, porém os professores foram unânimes em desmentir quaisquer similaridades sugeridas.
O egiptólogo E. A. Wallis Budge sugere possíveis conexões e paralelos na história da ressurreição de Osíris com a encontrada no Cristianismo. “Os egípcios como nós os conhecemos acreditavam que Osíris possuía uma origem divina, que ele havia sofrido mutilações e morrido nas mãos dos poderes do Mal e que, após grande esforço contra esse Mal, ele havia ressuscitado e se tornado, doravante, o rei do mundo inferior e juiz dos mortos – e já que ele havia conquistado a morte, os justos também o poderiam... Em Osíris, os Egípcios Cristãos encontraram o protótipo de Cristo, e nas pinturas e estátuas de Ísis amamentando seu filho Hórus, o ideal da Virgem Maria e seu filho”.
O estudioso bíblico Bruce M. Metzger ressalta que no ciclo osiriano ele, Osíris, morre no 17º dia do mês de Atir (aproximadamente entre 28 de Outubro e 26 de Novembro, nos calendários atuais) e revivifica no 19º dia, comparando isso a Cristo ter ressuscitado no “terceiro dia”, mas também pontua que “ressuscitação” é uma descrição questionável. Contudo, o proponente da teoria do Mito de Cristo, George Albert Wells, se refere a um relato do grego Plutarco e afirma que Osíris morreu e chorou no primeiro dia e que sua ressurreição é celebrada no terceiro dia com o grito alegre de “Osíris foi encontrado!”. Ele ainda acrescenta que a comparação que São Paulo fez da ressurreição corporal com o plantio e o crescimento de uma semente de milho (1 Coríntios 15:35-38) é baseada na antiga ideia egípcia de que uma figura de sementes germinando no leito de Osíris representa a ressurreição (figura ao lado).
Plutarco e outros notaram que os ritos a Osíris eram “tristes, solenes e pesarosos” e que o grande festival do mistério, celebrado em duas fases, começou em Abidos no 17º dia do mês de Atir (13 de novembro), comemorando a morte do deus (data em que também se celebrava o plantio das sementes). A morte dos grãos e o falecimento do deus era uma coisa apenas: os cereais eram identificados como um deus que veio dos céus; ele era o pão pelo qual os homens sobreviviam. O festival anual envolvia a construção dos “Leitos de Osíris”, em forma do deus, preenchidos com terra e também sementes. A germinação das sementes simbolizava Osíris voltando dos morto (um exemplo antigo dessa figura foi encontrado na tumba do faraó Tutancâmon pelo arqueólogo Howard Carter).
A primeira etapa do festival consistia em um drama público relatando o assassinato e o desmembramento de Osíris, a procura de seu corpo por Ísis, seu retorno triunfal quando ressuscita em forma de deus, e a batalha na qual Hórus derrota o deus Seti. Segundo Júlio Fírmico Materno, do século IV, essa peça era re-encenada todo ano por adoradores que “batiam seus peitos e esfaqueavam seus ombros... Quando eles fingiam que os restos mutilados do deus haviam sido encontrados eles mudavam do luto para o regozijo”. (De Errore Profanorum).
A Paixão de Osíris também é refletida no seu nome ‘Wenennefer’ (“aquele que continua a ser perfeito”), o que inclui o seu poder pós-morte.
O egiptólogo Erik Hornung observa que os Egípcios Cristãos continuaram a mumificar os mortos (uma parte substancial das antigas crenças osirianas) até que a prática finalmente terminou com a chegada do Islã, e defende uma associação entre a Paixão de Cristo e as tradições osirianas, particularmente nas escrituras apócrifas de Nicodemos e da descida de Jesus ao Hades. Ele conclui que se o Cristianismo rejeitou qualquer elemento pagão, o fez apenas em um nível superficial, e que o Cristianismo primitivo era “profundamente grato” ao Egito Antigo.
David J. MacLeod acredita que a ressurreição de Osíris difere da de Jesus Cristo dizendo que

“Talvez o único deus pagão de onde venha a ideia de ressurreição seja o Egípcio Osíris. (...) Osíris não “ressuscitou”; ele governou na Morada dos Mortos. Roland de Vaux escreveu que para se entender o significado de “Osíris sendo trazido à vida”, bastaram as ministrações de Ísis, e ele foi capaz de ter uma vida além-tumba que é quase uma réplica quase perfeita da sua correspondente terrena. Mas ele nunca voltou entre os vivos e reinou apenas sobre os mortos. Esse deus revivido é, na realidade, um “deus-múmia”... Não, o mumificado Osíris dificilmente foi uma inspiração para o ressuscitado Cristo... (...) Para atingir a imortalidade os Egípcios tinham que cumprir três condições: Primeiro, seu corpo tinha que ser preservado pela mumifação. Segundo, alimentos seriam providenciados pelas reais oferendas de pão e cerveja. Terceiro, magias seriam enterradas com a pessoa. Seu corpo não retornaria dos mortos; apenas poucos elementos de sua personalidade – seus Ba e Ka – é que continuariam pairando sobre seu corpo”.

#### O paralelo mãe-e-filho
Algumas pessoas acreditam que a íntima relação maternal entre Ísis e Hórus apresentada nas imagens do Antigo Egito foram mais tarde incorporadas na iconografia cristã. Em particular, as figuras de Maria e Jesus em Nossa Senhora do Perpétuo Socorro e Nossa Senhora de Częstochowa dividem várias similaridades às representações egípcias primitivas entre Hórus e Ísis. O egiptólogo Erik Hornung escreveu que “havia uma analogia óbvia entre o bebê Hórus e o menino Jesus e o cuidado que eles receberam de duas sagradas mães; muito antes do Cristianismo, Ísis havia carregado o epíteto de ‘mãe de deus’”.

### Mesopotâmia
Tammuz-Adonis é o arquétipo mesopotâmico para o deus da fertilidade que morre e ressuscita. Seu culto envolvia o luto. O deus tem paralelo a Cristo principalmente pelo seu epíteto, “o pastor”.